# 酒井忠尚
酒井忠尚（生年不詳—卒年不詳）是日本戰國時代的武將。松平氏（德川氏）家臣。父親是酒井康忠。一說是酒井忠次的叔父，不過關係等有諸多說法，沒有定論。

## 生平
生年不詳。自松平廣忠時期開始是松平氏重臣，在廣忠死後，仕於松平元康，不過因為有很強的自立傾向，曾多次背叛松平氏。
永祿6年（1563年），在三河一向一揆中，投向一揆軍並與家康對立，在居城三河國上野城籠城。在一揆被鎮壓後，被家康攻擊，由上野城逃到駿河國，之後下落不明。

## 外部連結
- 武家家伝＿酒井氏 （页面存档备份，存于）